# Jessie James Decker
Jessica Rose "Jessie" James (Vicenza; 12 de abril de 1988) es una cantante y compositora estadounidense nacida en Italia.

## Biografía
James nació en una base militar en Vicenza, Italia, en 1988. Ella y su familia volvieron a Georgia, Estados Unidos, poco después. En su adolescencia grabó su primer demo, el cual llegó a oídos del presidente del sello "Mercury Records", firmó contrato con dicho sello y se preparó para grabar su disco debut junto a la reconocida compositora Kara DioGuardi.

## Carrera musical
El primer sencillo de su álbum debut sería llamado "Wanted", el cual fue publicado el 12 de abril de 2009, coincidiendo con el cumpleaños número 21 de James. Su canción "Blue Jeans" formó parte de la banda sonora de la película Confessions of a Shopaholic. En junio de 2009 anunció que sería la encargada de abrir los shows de la gira de los Jonas Brothers.
Su disco debut, titulado "Jessie James", fue lanzado el 11 de agosto de 2009, debutando en el número 23 en el Billboard Hot 100, con ventas superiores a las 20.500 copias.

## Discografía

### Álbumes
- "Jessie James" (2009)
- "Southern Girl City Lights" (2017)
- "On This Holiday" (2018)

## Giras
- "Jonas Brothers World Tour 2009"
- "Full Moon Crazy Tour"